# Arrenurus
Arrenurus är ett släkte av kvalster. Arrenurus ingår i familjen Arrenuridae.

## Bildgalleri

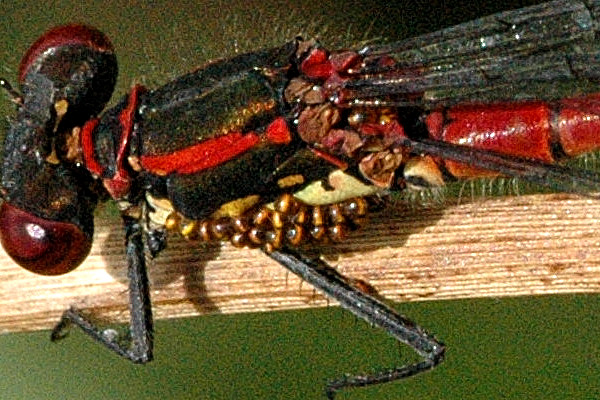
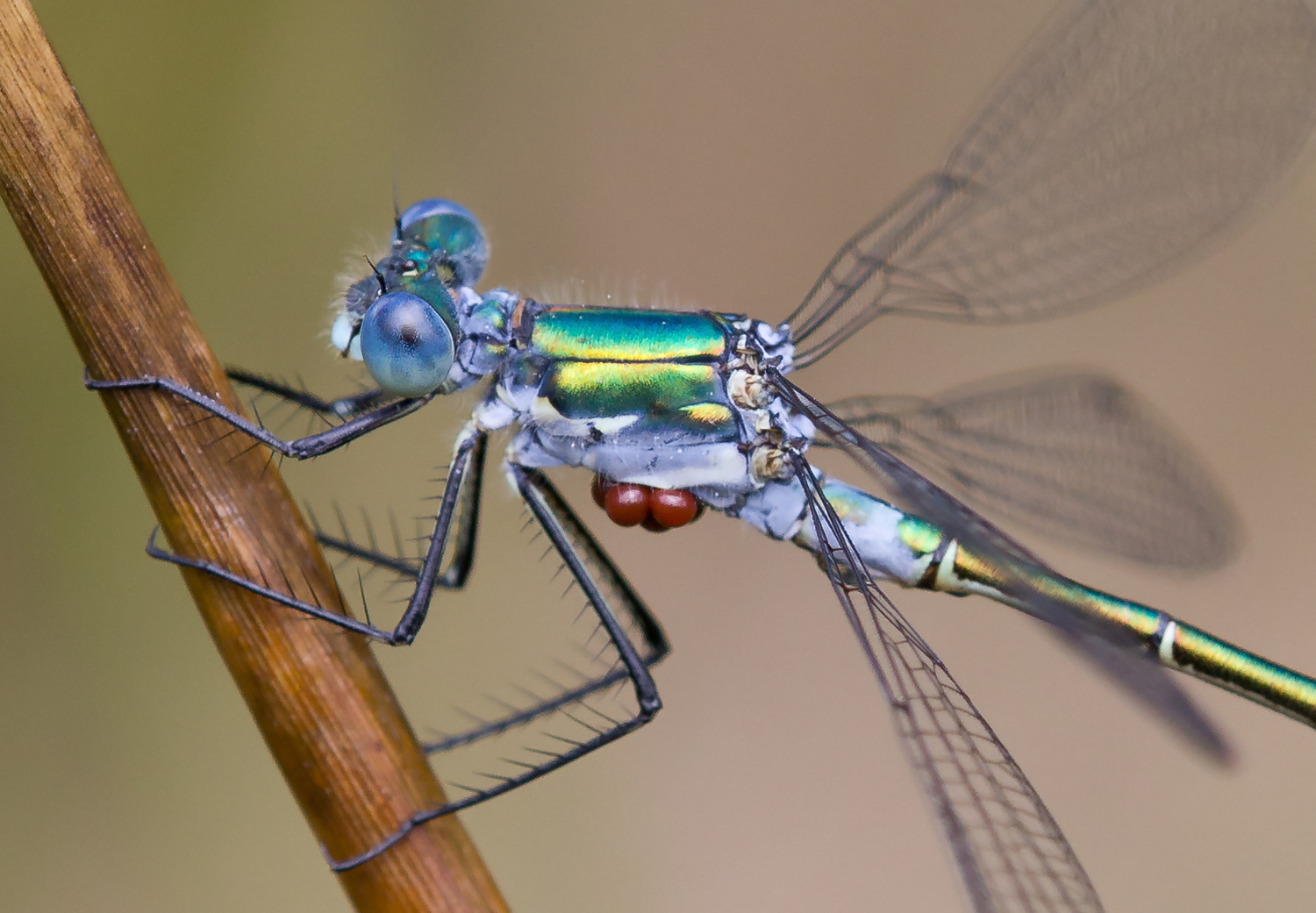

## Dottertaxa tillArrenurus, i alfabetisk ordning[1][2]
- Arrenurus acuminatus
- Arrenurus acutus
- Arrenurus americanus
- Arrenurus amplus
- Arrenurus apetiolatus
- Arrenurus aphelocercus
- Arrenurus apopkensis
- Arrenurus auricularis
- Arrenurus auris
- Arrenurus bartonensis
- Arrenurus belonocercus
- Arrenurus bicaudatus
- Arrenurus birgei
- Arrenurus bleptoptiolatus
- Arrenurus bruzelii
- Arrenurus capillatus
- Arrenurus cardiacus
- Arrenurus cascadensis
- Arrenurus cheboyganansis
- Arrenurus compactilis
- Arrenurus cornicularis
- Arrenurus couleensis
- Arrenurus crenellatus
- Arrenurus danbyensis
- Arrenurus dentipetiolatus
- Arrenurus dinotoformis
- Arrenurus drepanophorus
- Arrenurus elevatus
- Arrenurus elongatus
- Arrenurus expansa
- Arrenurus falcicaudatus
- Arrenurus falcicornis
- Arrenurus fissicorniformis
- Arrenurus fissicornis
- Arrenurus flabellifer
- Arrenurus garmanyorum
- Arrenurus gennadus
- Arrenurus hiatocaudatus
- Arrenurus hovus
- Arrenurus hungerfordi
- Arrenurus infundibularis
- Arrenurus interpositus
- Arrenurus invaginatus
- Arrenurus kenki
- Arrenurus kincaidi
- Arrenurus krameri
- Arrenurus lacrimatus
- Arrenurus laticaudatus
- Arrenurus laticornis
- Arrenurus lautus
- Arrenurus laversi
- Arrenurus longicaudatus
- Arrenurus lyriger
- Arrenurus magnicaudatus
- Arrenurus mamillanus
- Arrenurus manubriator
- Arrenurus marshallae
- Arrenurus maryellenae
- Arrenurus megalurus
- Arrenurus montifer
- Arrenurus morrisoni
- Arrenurus muttkowskii
- Arrenurus neobirgei
- Arrenurus neomamillanus
- Arrenurus neosuperior
- Arrenurus palustris
- Arrenurus parallellatus
- Arrenurus pinguisomus
- Arrenurus pistillatus
- Arrenurus planus
- Arrenurus platyrotundocuspidator
- Arrenurus pleopetiolatus
- Arrenurus pollictus
- Arrenurus problecornis
- Arrenurus prominulus
- Arrenurus pseudoaphelocercus
- Arrenurus pseudocaudatus
- Arrenurus pseudocylindratus
- Arrenurus pseudosetiger
- Arrenurus pseudosuperior
- Arrenurus psuudoconicus
- Arrenurus quadrisemiluniatus
- Arrenurus rawsoni
- Arrenurus reflexus
- Arrenurus retangularis
- Arrenurus rheophilous
- Arrenurus rotundus
- Arrenurus rufopyriformis
- Arrenurus scutulatus
- Arrenurus scutuliformis
- Arrenurus semicircularis
- Arrenurus serratus
- Arrenurus setiger
- Arrenurus siegasianus
- Arrenurus simulans
- Arrenurus solifer
- Arrenurus superior
- Arrenurus tacomaensis
- Arrenurus tahoei
- Arrenurus tetratumuli
- Arrenurus trifoliatus
- Arrenurus uniformis
- Arrenurus uniprojectus
- Arrenurus unisinuatus
- Arrenurus wallensis
- Arrenurus wardi
- Arrenurus ventropetiolatus
- Arrenurus wolcotti
- Arrenurus zapus
- Arrenurus zeugicornis
- Arrenurus zorus